# Vejalpur
Vejalpur är en ort i Indien.   Den ligger i distriktet Pānch Mahāls och delstaten Gujarat, i den centrala delen av landet, 800 km sydväst om huvudstaden New Delhi. Vejalpur ligger 113 meter över havet och antalet invånare är 121 610.
Terrängen runt Vejalpur är platt, och sluttar västerut. Runt Vejalpur är det tätbefolkat, med 493 invånare per kvadratkilometer. Närmaste större samhälle är Godhra, 10,9 km nordost om Vejalpur. Trakten runt Vejalpur består till största delen av jordbruksmark.